# ブルドッグ鉗子

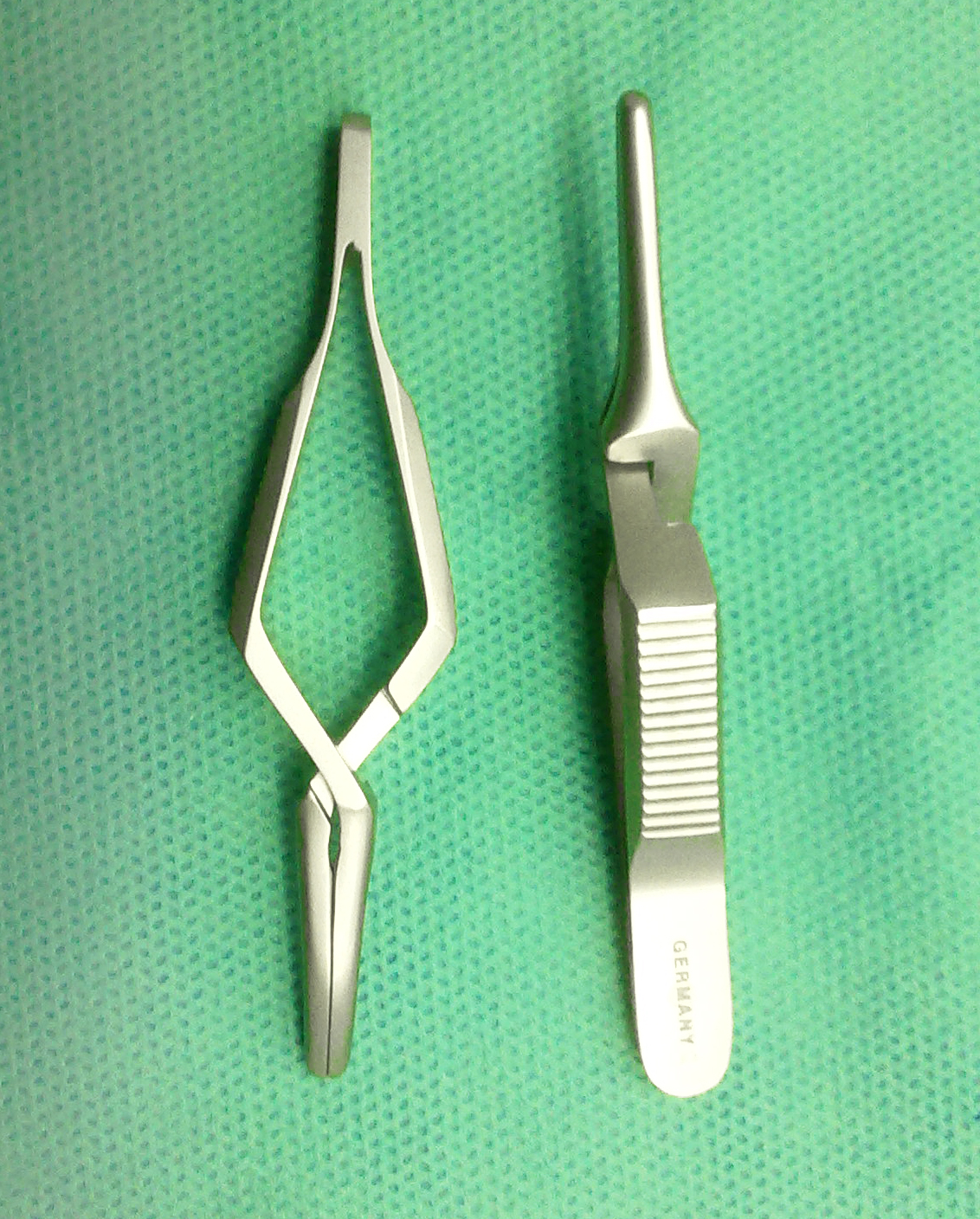
ブルドッグ鉗子

ブルドッグ鉗子（ブルドッグかんし、英: bulldog forceps）は、外科手術で使用される鉗子の一種である。鋸歯状の顎を持ち、縫合糸や組織、血管を掴んで保持するためのバネ作用がある。バネの力が弱かったり、顎が柔らかい素材で覆われていたりすることがあるが、これは把持するものがひどく潰されないようにするためである。
この一般的なタイプの鉗子は、ヨハン・ディッフェンバッハやロバート・リストンを含む特定の外科医によって設計された。